# 모함메드 빈 자예드 스타디움

모함메드 빈 자예드 스타디움(아랍어: ستاد محمد بن زايد, 영어: Mohammed Bin Zayed Stadium)은 아랍에미리트 아부다비에 있는 다목적 경기장으로, 알자지라 클럽의 홈구장으로 사용되고 있다. 주로 축구와 크리켓 경기가 열린다.
개장 당시에는 15,000명을 수용할 수 있었지만 지금과 같이 60,000명을 수용할 수 있도록 증축되면서 최첨단 시설이 들어섰고 주거 시설 2곳에 대한 보수 공사도 진행되었다. 2006년 12월 보수 공사에 들어가면서 24,000명을 수용할 수 있게 되었다.
2003년 FIFA 세계 청소년 축구 선수권 대회와 FIFA 클럽 월드컵 2009, FIFA 클럽 월드컵 2010과 같은 국제 축구 대회가 열린 경기장이기도 하다.
북위 24° 27′ 09.95″ 동경 54° 23′ 31.27″ / 북위 24.4527639°  동경 54.3920194° 